# 李載元
李载元（：／，1831年12月3日—1891年3月28日）。字舜八，本贯全州李氏，出生于汉城（今韩国首尔），朝鲜王朝后期王族、大臣。他的生父興完君李晸應是兴宣大院君李昰应的二哥，因此李载元是兴宣大院君的侄子、也是朝鲜高宗李㷩的堂兄；后来李载元被过继给伯父興寧君李昌應为养子。

## 生平

### 早年仕途
純祖三十一年（1831年）辛卯十月三十日生。
1853年（哲宗四年）参加科举考试，获庭试文科丙科及第，历任弘文馆应教、成均馆大司成、吏曹参议等职。1864年（高宗元年）其叔父兴宣大院君摄政以后得到重用，被特擢为同知经筵事。其后历任都承旨、司宪府大司宪、吏曹参判等职，1865年又擢升为工曹判书，后又任礼曹、刑曹、吏曹判书、汉城府判尹及议政府右参赞。1869年外放水原府留守，1871年调回中央任吏曹判书、判义禁府事、兵曹判书等职。1876年后又被外放为平安道观察使、京畿道观察使、广州府留守。1878年归任兵曹判书。1881年又调任为江华府留守，1882年为吏曹、兵曹判书。

### 卷入政变
1884年（高宗二十一年）十月十七日夜，金玉均等开化党人在日本的帮助下发动“甲申政变”，将高宗和王室从昌德宫劫持到景佑宫。时任兵曹判书的李载元闻变后赶赴景佑宫，不过并未召他进入，其他被召入的大臣闵泳穆、赵宁夏、闵台镐等都惨遭开化党杀害。第二日将近早晨时，才将在景佑宫外守候了一夜的李载元召入宫中，随后他被开化党推戴为议政府左议政。
其后，高宗要求移驾昌德宫，遭到开化党反对，随即按照开化党的意思，在十月十八日巳时将高宗和王室暂时安置在桂洞李载元家。后来高宗招来日本驻朝公使竹添进一郎，在竹添的干涉下才让开化党同意回昌德宫，于是在这日下午高宗一行又离开李载元家，回昌德宫。李载元与其堂弟李载完在政变中始终侍奉高宗左右，到十月十九日下午，袁世凯率领驻朝清军攻入昌德宫，与日军及开化党作战，李载元又侍奉高宗离开昌德宫，李载完则背着世子李坧逃走，后来由于“软弱不胜其力”而改由一名武监背负。高宗走到昌德宫后苑大报坛时，被日本兵及开化党劫走，李载元与其弟李载完翻墙逃脱。
后来高宗为清军救出，李载元又前往清军大营谒见高宗。到十月二十一日，李载元“始得收拾心神而思之，吾为左相乃凶贼之胁制，则万无行公之道”，因此上疏请求高宗罢免其左议政职位，于是他在甲申政变后又归任兵曹判书。

### 通信金玉均
1885年夏，李载元再度被外放为江华留守。这时，亡命日本的金玉均图谋反攻朝鲜，高宗对此感到恐慌，遂授意曾卷入甲申政变的李载元假装和金玉均交好，以便打探金玉均消息，并伺机将其诱回国内捕杀。李载元便用谚文致信于金玉均，对甲申政变失败佯表遗憾，约金玉均回国共谋大举，并“许为内应”。该信由朝鲜间谍张殷奎（又名张甲福）前往日本送抵金玉均，金玉均看后大喜，其后回信三封。在金玉均的第一封回信中，详细阐述了他的反攻计划，并要求李载元负责“多结内应之人”，对中国人“外示亲密”，对事大党假装“殷勤深结之策”，用金钱谋得营使或江华留守的职位，掌握军队，暗中招募敢死之士，所需活动经费，他可在日本设法筹措，并特别指示他要离间闵泳翊和闵应植之关系。金玉均本人则负责在日本活动，并称在300年前壬辰倭乱中被掳到日本的朝鲜人后裔中随时可以招募千人，打回朝鲜，“大监（指李载元）周旋于内，生（指金玉均）周旋于外，内外相应，事可必成”。其后两封回信又提出联合大院君的主意，但他表示不会轻易回国。金玉均的反攻计划在朝鲜引发恐慌，后来由于大阪事件的发生，其计划才破产了。

### 后期生涯
1887年，李载元因涉嫌支持开化党而遭到两司（司宪府、司谏院）弹劾，要求对其予以调查审讯，高宗虽然没有同意，还任命李载元为礼曹判书，但李载元迫于两司压力，抗旨不敢赴任，于是高宗先后下令将其流放到京畿道安山郡和平泽县，两个月以后释放，任判敦宁府事。高宗二十八年（1891年）二月十九日，李载元病卒，享壽六十一岁。高宗下旨称赞他生前“姿性慈谅，规度恭俭，孝友之至，恳眷之诚，恒所深知”，并赐谥号“孝贞”。大韩帝国建立后，李载元于1899年（光武三年）被追赠为“完林君”。

## 家庭
- 祖父：南延君李球（1788－1836）
- 祖母：驪興郡夫人閔氏（1788－1831），閔景爀（朝鲜语：민경혁）的女兒
  - 生父：興完君（朝鲜语：흥완군）李晸應（1815－1848），南延君次子
  - 生母：大邱徐氏（朝鲜语：대구 서씨）（1810－1835），徐鐸修的女兒
  - 繼母：順天朴氏（朝鲜语：순천 박씨）（1818－1888），朴海翊的女兒
    - 李載元出繼後，本來兴宣大院君將嫡長子李載冕過繼給興完君；不過1864年高宗即位後，改以慶昌君九代孫乙經（李載完）為興完君嗣子[15]

  - 養父：興寧君（朝鲜语：흥녕군）李昌應（1809－1828），南延君長子[16]
  - 養母：林川趙氏（朝鲜语：임천 조씨）（1805－1871），趙在翼的女兒
    - 元配：貞敬夫人青松沈氏（朝鲜语：청송 심씨）（1831－1877），沈愚永的女兒；育有兩女
      - 長女：全州李氏（1847－1874），沈相萬（朝鲜语：심상만）元配夫人，育有一女[17]
      - 次女：全州李氏（1850－1896），趙駿鎬（1849－1916）元配夫人[18]

    - 繼配：貞敬夫人水原金氏（朝鲜语：수원 김씨）（1859－？），金基憲的女兒；育有一子一女
      - 兒子：李埼鎔（1889－1961），日韓合併后被日本封为子爵，后韩国政府认定其为亲日反民族行为者
      - 三女：全州李氏，申一均（1885－？）元配夫人[19]

## 著作
李载元著有《立朝录》五册，以日记形式记录他从1849年到1885年期间的从政经历。